# شهرستان پربل (اوهایو)
شهرستان پربل، اوهایو (به انگلیسی: Preble County, Ohio) یک سکونتگاه مسکونی در ایالات متحده آمریکا است که در اوهایو واقع شده‌است.